# Loxopterygium grisebachii
Loxopterygium grisebachii es una especie de planta fanerógama perteneciente a la familia Anacardiaceae. Se encuentra en Argentina, Uruguay y Bolivia. Está amenazada por pérdida de hábitat. Su nombre común es «quebracho flojo».

## Taxonomía
Loxopterygium grisebachii fue descrita por Hieron. & H.Lorentz ex Griseb. y publicado en Die Natürlichen Pflanzenfamilien 5: 173. 1893.